# Comuna Osoiivka, Krasnopillea
Osoiivka (în ucraineană Осоївка) este o comună în raionul Krasnopillea, regiunea Sumî, Ucraina, formată din satele Marcenkî și Osoiivka (reședința).

## Demografie
Componența lingvistică a comunei Osoiivka
     Ucraineană (96,56%)
     Rusă (3,3%)
     Alte limbi (0,07%)
Conform recensământului din 2001, majoritatea populației comunei Osoiivka era vorbitoare de ucraineană (96,56%), existând în minoritate și vorbitori de rusă (3,3%).